# Jamie Muir
 Der er for få eller ingen kildehenvisninger i denne artikel, hvilket er et problem. Du kan hjælpe ved at angive troværdige kilder til de påstande, som fremføres i artiklen.

Jamie Muir (født 30. november 1942, død 17. februar 2025) var en britisk trommeslager. Tidligt i sin karriere spillede han fri improvisation, indspillede og optrådte sammen med Derek Bailey (en), Evan Parker (en), Alan Gowen (en) og andre. Han er dog mest kendt for sit medlemskab af gruppen King Crimson 1972-73.
Muir var med på et eneste King Crimson-album, Larks' Tongues in Aspic i 1973 – der er siden udgivet adskillige liveoptagelser med Muir. Violinisten og tangentspilleren i King Crimson, David Cross, fortæller: "Vi lærte alle utroligt meget af Jamie. Han var virkelig en katalysator for gruppen i begyndelsen og fik Bill Bruford til at gå nye veje, ligesom han påvirkede os andre."
I King Crimson spillede Muir nu og da på et almindeligt trommesæt men oftest "syntes han primære rolle at være at skabe en dynamik med sin animerede sceneoptræden og at bidrage til musikken med et væld af usædvanlige lyde fra et bredt udvalg at slagtøj, såsom klokker, mbira, sav og div. trommer. Han brugte også forskellige fundne genstande som slagtøj.
Efter en skade på scenen forlod Muir King Crimson i 1973 og flyttede til et kloster i Skotland.
I1980 vendte Muir tilbage til musikscenen i London for at indspille sammen med Evan Parker og Derek Bailey. Han trak sig siden helt fra musikken for at hellige sig maleriet.